# New Tattoo
New Tattoo é o oitavo álbum de estúdio da banda de heavy metal Mötley Crüe, lançado em 2000. É o único álbum da banda com o baterista Randy Castillo, que substituiu Tommy Lee. Chegou à 41ª colocação na Billboard 200 e à 3ª na Top Internet Albums.

## Faixas
1. "Hell on High Heels" (Mick Mars, Vince Neil, Nikki Sixx) – 4:15
2. "Treat Me Like the Dog I Am" (James Michael, Sixx) – 3:40
3. "New Tattoo" (Mars, Michael, Sixx) – 4:18
4. "Dragstrip Superstar" (Michael, Sixx) – 4:22
5. "1st Band on the Moon" (Sixx) – 4:25
6. "She Needs Rock & Roll" (Michael, Sixx) – 3:59
7. "Punched in the Teeth by Love" (Randy Castillo, Mars, Neil, Sixx) – 3:32
8. "Hollywood Ending" (Michael, Sixx) – 3:43
9. "Fake" (Michael, Sixx) – 3:44
10. "Porno Star" (Sixx) – 3:45
11. "White Punks on Dope" (Michael Evans, Bill Spooner, Roger Steen) – 3:39

### Faixas bônus da reedição de 2003
- "1st Band on the Moon" (Sixx) (demo) – 4:33
- "Porno Star" (Sixx) (demo) – 6:29
- "Hell on High Heels" (Mars, Neil, Sixx) (video) – 13:51

fdgdg

### Disco bônus

#### Ao vivo em Salt Lake City
- "Kickstart My Heart" [ao vivo] – 7:21
- "Same Ol' Situation" [ao vivo] – 4:53
- "Dr. Feelgood [ao vivo] – 5:17
- "Hell on High Heels [ao vivo] – 4:20
- "Live Wire" [ao vivo] – 4:42
- "White Punks on Dope" [ao vivo] – 4:13

#### Demos
- "Timebomb" – 4:38 (Lançado na versão europeia)
- "American Zero" – 3:47 (Lançado na versão japonesa)